# Admirál Daala
Natasi Daala je fiktivní postavou z univerza Star Wars, jednou z hlavních postav v knižní sérii Akademie Jedi. Jako první a jediná žena dosáhla hodnosti admirál v Galaktickém Impériu, povýšena byla velkomoffem Tarkinem, který ji následně pověřil strážením stanice Chřtán – shluku černých děr, ve kterém byla ukryta výzkumná stanice Impéria pro superzbraně. Daala se později vrátila do galaxie v tažení, při kterém zničila několik planet, než byla po několika porážkách zastavena a unikla na jediném hvězdném destruktoru Gorgona do prostoru Imperiálního zůstatku. Na chvíli se stala jeho vůdkyní a zahájila tažení proti Nové Republice, nakonec však odstoupila a předala velení admirálu Pellaeonovi a stáhla se do ústraní. Z něj se po téměř 30 letech vrátila a stala se po druhé galaktické občanské válce prezidentkou Galaktické Aliance. Z této pozice byla nakonec svržena Jedii při převratu a od té doby již žila v ústraní.

## Biografie

### Před admirálskou hodností
Natasi Daala se narodila na planetě Irmenu, světě se zastaralým vnímáním rozvržení společnosti, který neuznával demokracii. Její rodiče byli bohatí vlastníci mezigalaktické společnosti, ona se však nevydala v jejich stopách – vstoupila na vojenskou imperiální akademii na světě Carida, i když věděla, že ženy jsou v imperiální flotile diskriminovaný, podobně jako nelidské druhy. Prokazovala mnohem lepší výsledky než většina mužů jejího věku, ovšem povýšení jí nebylo uděleno, kvůli jejímu pohlaví. Frustrovaná Daala se snažila na sebe upozornit v simulátorech vzdušného boje, kde se projevila jako schopná velitelka, když zdatně uplatňovala a vylepšovala taktiky republikové generála Jana Dodonny – později se stala expertkou přes tzv. Tarkinovu doktrínu – zastrašování nepřítele brutalitou a pak jeho drtivé rozdrcení. Neprošla však závěrečným testem a byla přeřazena na místo asistentky bez velitelské hodnosti. I přesto její práce nakonec nebyla přehlédnuta – přes jednoho jejího výcvikového instruktora se dostaly její strategie až do rukou Tarkina, kterého zaujaly a na jeho rozkaz byla Daala vyhledána a převelena k němu na Vnější okraj galaxie. Zde sledovala Tarkina při práci a on ji zaučoval do pokročilejších strategií – nakonec byla potají samotným Tarkinem povýšena do hodnosti admirála, jako první žena v imperiální flotile. Povýšení však nebylo schváleno císařem Palpatinem z Coruscantu a proto musel Tarkin Daalu někam "uklidit". Možnost se naskytla již brzo.

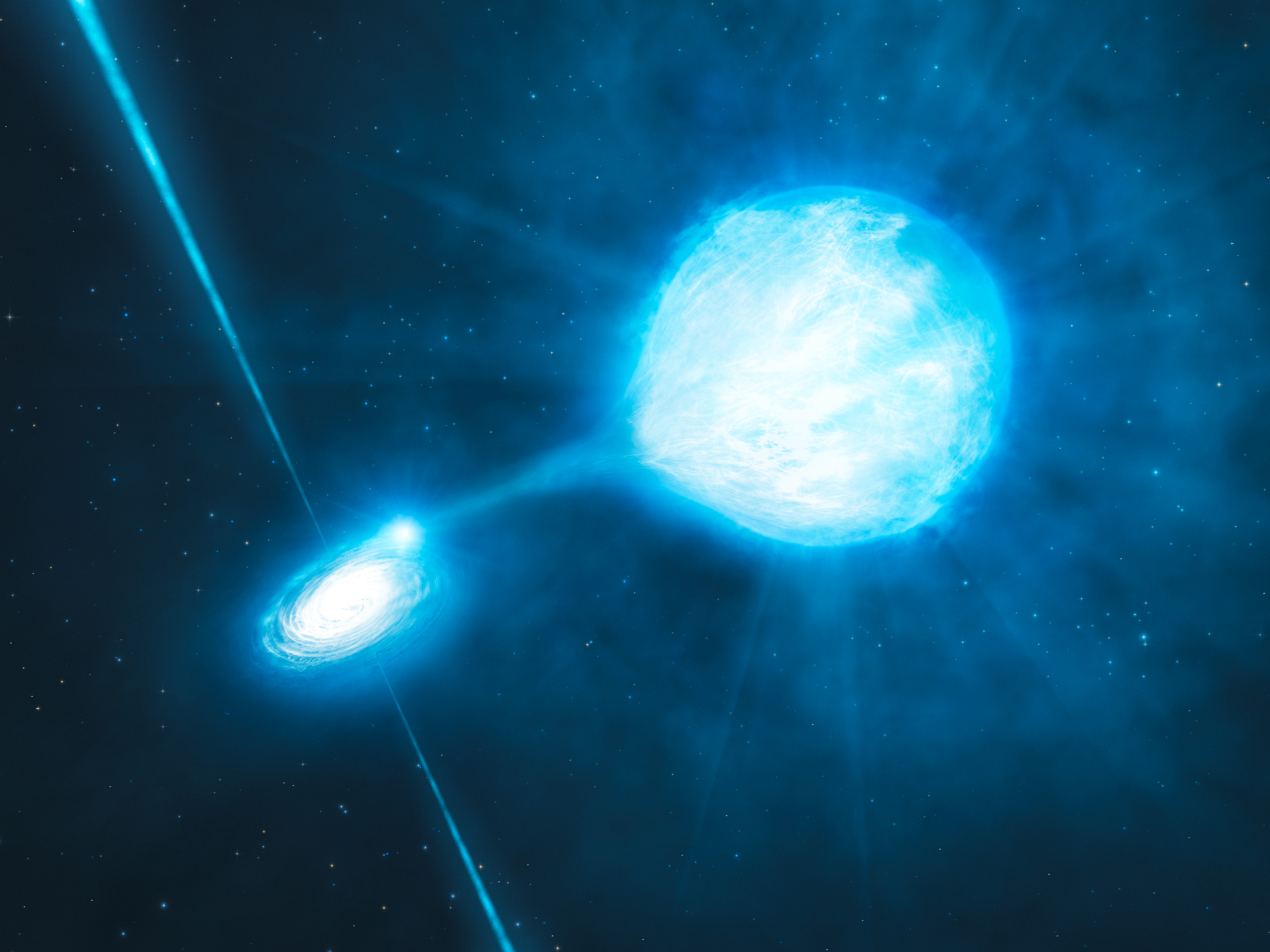
Daala strážila stanici Chřtán, která ležela ve shluku černých děr

### Strážkyně stanice Chřtán
Tarkin daroval Daale čtyři hvězdné destruktory, vrchol imperiálního inženýrství – Basilisk, Gorgonu, Hydru a Manticore a jako velitelku této flotily ji umístil na stanici Chřtán, ležící přímo uvnitř stejnojmenného shluku černých děr. Na této stanici pracovali špičkoví imperiální vědci na superzbraních pro Impérium – poblíž stanice stál i prototyp Hvězdy smrti, nejničivější zbraně Impéria. Velení stanice dostal vědec Tal Sivron, který se s Daalou vzájemně nesnášel, přičemž ona měla zajišťovat ochranu. Byla to nudná práce – shlukem černých děr stejně nemohl téměř nikdo proniknout, existovala pouze jediná značená cesta a tu mělo pod kontrolou Impérium. Tarkin se občas za Daalou stavoval při dovozu zásob na stanici, nebo při podobných příležitostech – zdálo se, že je to jediná žena, se kterou sdílel i něco bližšího než jen profesní vztah. I Daale se Tarkin zalíbil – obdivovala ho jako stratéga a jako mocný muž ji neuvěřitelně přitahoval. Naposledy se s ním viděla těsně před jeho odletem k Alderaanu, kdy ji informoval že již brzy vyzkouší Hvězdu smrti v akci. Dal jí přímý rozkaz neopouštět stanici a vyčkat znova jeho kontaktu. Toho už se Daala ale nedočkala. Tarkin zahynul při výbuchu první Hvězdy smrti nad Yavinem IV – protože o stanici Chřtán kromě Tarkina neměl nikdo z nejvyššího vedení ani ponětí, Daala a její posádka zůstali izolováni. I přesto uplatňovala neustálé cvičení, aby svoji posádku udržela ve formě. V průběhu čekání se podařilo vědcům pod vedením vědkyně Qwi Xux zkonstruovat novou ničivou zbraň, tzv. Drtič sluncí. Ten byl schopen zničit celou soustavu, odpálením speciálního torpéda do jejího Slunce, které se následně proměnilo v supernovu. Ničivá zbraň však měla velikost stíhačky, takže byla malá, obratná a disponovala ohromnou silou. V Chřtánu však byla neškodná.
To vše se změnilo v roce 11 ABY, kdy se u stanice vynořil starý imperiální raketoplán s Hanem Solem, jeho přítelem Chewbaccou a mladým Kypem Durronem. Tato skupina, která právě unikla ze strašlivých otrockých dolů na asteroidu Kessel, se pomocí Kypových schopností v Síle prosmýkla mezi černými dírami, aby narazila na Chřtán. Daala okamžitě rozkázala loď zachytit – po deseti letech izolace se Han jevil jako ideální zdroj informací. Chewbacca byl jako obří Wookie poslán k obsluze stíhaček, Kyp Durron byl uvězněn a Sola Daala začala vyslýchat. S šokem zjistila, že Tarkin je již jedenáct let mrtvý a sám císař osm, přičemž oba zahynuli na zničených Hvězdách smrti. Han Solo se jí vysmíval do obličeje, když jí sděloval že galaxii již vládne Nová republika, co vše Daala "prospala" zatímco čekala na návrat Tarkina. Admirálka okamžitě připravila svoje destruktory do bojové akce a přichystala se k návratu do galaxie, přičemž sebou hodlala vzít i Drtič sluncí. Když se však dohadovala s ředitelem stanice, Talem Sivronem, které neustále požadoval aby chránila stanici, Han Solo přesvědčil vědkyni Qwi Xux, aby s nimi unikla. Společně s ní, Kypem a Chewbaccou ukradli Drtič sluncí a pokusili se vyletět ze soustavy – Daala jim však přehradila destruktory cestu. Han Solo, pilotující Drtič, nezaváhal ani vteřinu a díky jeho pevné konstrukci proletěl přímo přes můstek Hydry, loď se stala neovladatelnou a zřítila se do černé díry – Daala se vypravila za unikajícím Drtičem sluncí a tím se po 11 letech vrátila zpět do známé galaxie…

### Daalino tažení
První místo, kam se flotila admirálky vyřítila, byla soustava Kessel – zrovna v tu chvíli z ní unikali Lando Carlissian a Mara Jade před stíhacími silami Kesselu, kvůli jejich pokaženému pátrání po Hanovi a Chewbaccovi. Flotila pirátů se okamžitě přeorientovala na aktuální hrozbu tří hvězdných destruktorů, takže Han, Kyp, Chewbacca, Lando a Mara společně unikli na Millenium Falconu, Hanově osobní lodi. Flotilu správce Kesselu, Morutha Doolea rozdrtila Daala vcelku rychle, byť za to zaplatila poškozením Basilisku. Aby si "spravila náladu", tak zajala jednu corellianskou korvetu, která vezla zásoby pro uprchlickou kolonii – Daala zničila korvetu a následně pozemním útokem vyhladila obyvatelstvo kolonie. Bylo však jasné, že tohle nejsou cíle, kterými by nějak poškodila Novou Republiku. Proto se vydala zaútočit přímo na hlavní republikové loděnice na planetě Mon Calamari.
Daalina flotila se vynořila nad Mon Calamari v počtu dvou hvězdných destruktorů – Gorgony a Basiliska. Manticore přiletěl o chvíli později a uchýlil se do skrytu na odvrácenou stranu planety – Daala tak použila typickou strategii Tarkina. K její smůle však byl na povrchu planety admirál Ackbar, známý mon-calamarijský stratég, který byl zrovna dočasně mimo službu. Ten v Daaliiných manévrech rozpoznal Tarkina, převzal kontrolu nad jedním nedostavěným křižníkem z loděnic a navedl ho přímo proti schovávající se Manticore. Šokovaná Daala ustoupila mlhoviny Cauldron – opět utrpěla porážku, i když se jí aspoň podařilo zničit dvě nadmořská města. Zatímco zvažovala možné strategie se zbývajícími dvěma loděmi, Kyp Durron přešel na temnou stranu Síly, zmocnil se Drtiče sluncí a přímo do mlhoviny Cauldron odpálil rezonanční torpédo. Než se stihla flotila admirálky dostat do pohybu, mlhovina explodovala. Exploze pohltila zcela Basiliska, Daale se však jako zázrakem podařilo s těžce pošramocenou Gorgonou uniknout – rozhodla se vrátit zpátky ke svému úkolu – chránit stanici Chřtán za každou cenu.

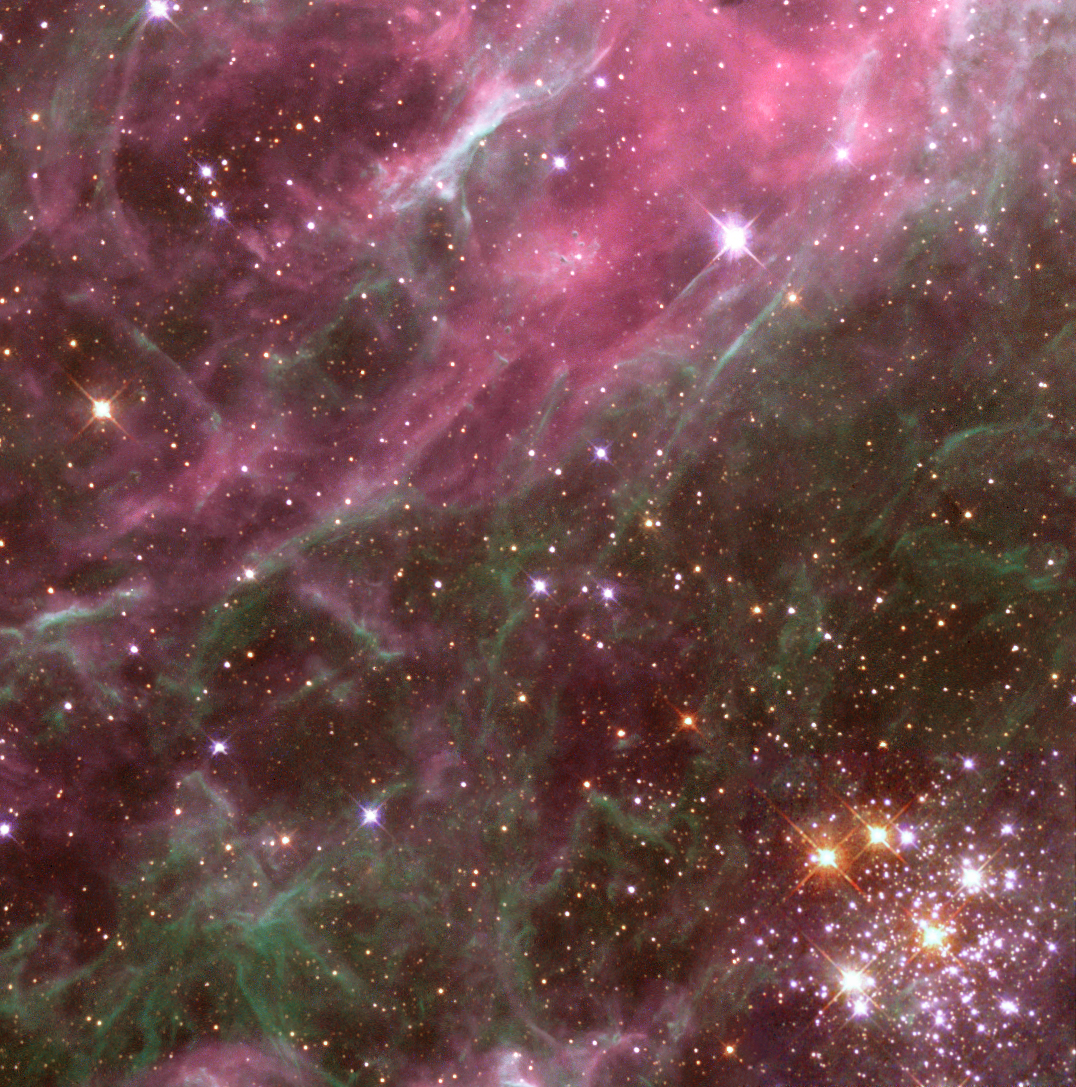
Daala unikla z rozpálené mlhoviny Cauldron na poslední chvíli

Aniž by to tušila, situace na vědecké stanici se mezitím vyhrotila – základnu napadla flotila Nové Republiky pod velením generála Wedge Antillese a obsadila ji – zbytek personálu se evakuoval na prototyp Hvězdy smrti pod velením Tava Sivrona. Ten se s prototypem vzdálil ke Kesselu, kde odpálil měsíc asteroidu, načež byl zahnán na ústup spojenou pirátskou flotilou Mary Jade. Vrátil se zpátky do Chřtánu souběžně s Daalou a její jedinou lodí. Místo toho aby začali spolupracovat, snažili se oba zničit stanici a s ní i republikové síly na ní – v souboji s časem byla úspěšnější Daala, výbuch stanice však už tak dost pošramocenou Gorgonu téměř úplně zničil a loď se potácela pomalu směrem k imperiálnímu prostoru. Prototyp Hvězdy smrti byl nakonec zničen Kypem Durronem, který zároveň s ním zničil i Drtič sluncí – obě smrtonosná zařízení se zřítila do černé díry.

### Vůdkyně imperiálních sil
Po návratu do prostoru, který ještě vlastnilo Impérium, zjistila Daala, že imperiální vůdci se snaží jen jeden druhému podříznout krk, což podlamuje jejich snahu postavit se proti Nové Republice. V době jejího příletu zrovna vrcholila rivalita mezi admirály Terradocem a Harrskem. Daalu však kontaktoval velkoadmirál Gilad Pellaeon, velitel tzv. Krvavého Impéria. Navrhl Daale spolupráci a ta ji přijala. Na popud Pellaeona se sešla 13 nejvyšších imperiálních představitelů na asteroidu Tsoss Beacon. Daala zde oznámila, že nemá v plánu chopit se moci a tak přispět ještě více do rozepří – v jejím podání bylo řešení problému snazší. O pár hodin později se Daala chopila moci nad zbytky imperiálních flotil – všichni nejvyšší velitelé s výjimkou Pellaeona byli nalezeni otrávení smrtícím plynem. Admirálka poté přemluvila zbývajícího admirála Delvarduse, aby se k ní přidal, ten jí poskytl superdestruktor Knight Hammer třídy Executor, stejný typ, který měl kdysi Darth Vader. Daala pomocí hrozby superdestruktoru sjednotila Impérium pod svůj prapor, Pellaeona jmenovala svým zástupcem a vydala se Republice vrátit úder.
Po rozsáhlé reformě vojska (zrovnoprávnění žen a ras v Impériu) se vydala zaútočit na akademii Jedi na Yavinu 4 s velikým počtem hvězdných destruktorů v čele s Knight Hammerem. Zdevastovala planetu orbitálním bombardováním, když v tom se do sektoru přiřítila její nemesis, admirál Ackbar – v čele malého svazu jednoho křižníku typu Mon Calamari a čtyř korvet. Daale zase přiletěly posily pod velením plukovníka Cronuse. Bitva se vyvíjela celkem jednoznačně v prospěch Imperiálního zůstatku, dokud jedna poškozená korveta nezničila vlajkovou loď Cronuse, který na palubě zahynul. V té chvíli přiletěly Ackbarovi další posily, starší destruktory třídy Victory – převaha Daaly začala klesat. I přesto admirálka neztrácela víru a ničila novorepublikové síly, dokud nebyl zničen její superdestruktor – zevnitř jedijskou záškodnicí. Obří loď se naklonila k plynovému obru Yavinu a Daala loď opustila. Zklamaná a poražená předala velení imperiálních sil Pellaenovi a stáhla se z veřejného života na dalších 27 let.

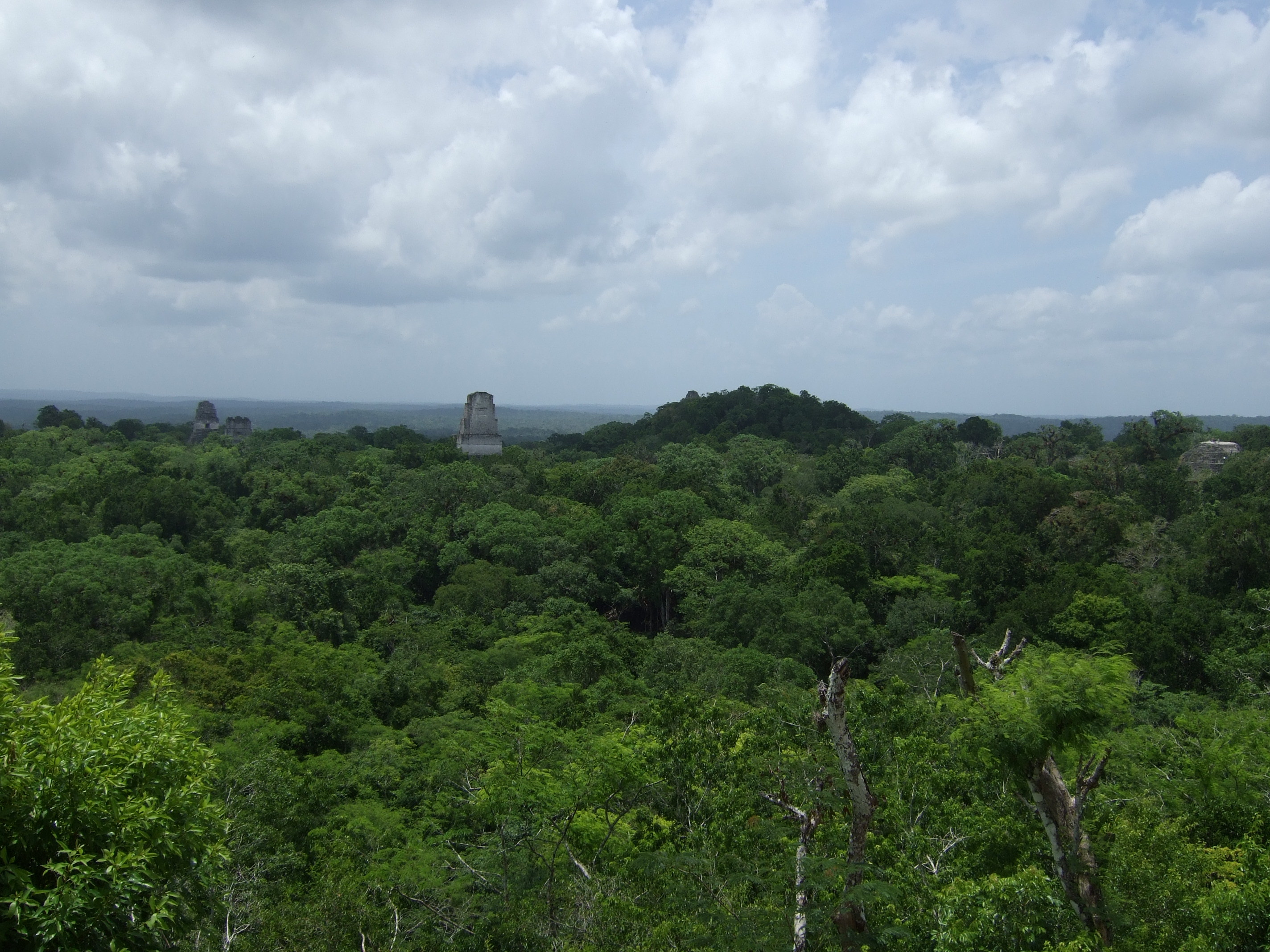
Yavin IV a akademie na jeho povrchu byl cílem Daaly v jejím tažení jako vůdkyně Impéria

### Druhá galaktická občanská válka a prezidentství
Roku 40 ABY vypukla v galaxii druhá občanská válka. Jacen Solo se stal sithským lordem Darth Caedusem a spolu se svou učednicí Tahiri Veilou připravili útok na Novou republiku. Kontaktovali velitele Imperiálního zůstatku, Pellaeona, s žádosti o pomoc. Ten nabídku odmítl a místo toho zavolal smluveným kódem skrývající se Daalu, která se tak vrátila do služby a přidala se k němu. Pellaeon byl však zanedlouho zrazen a právě Tahiri Veila ho za podpory několika imperiálních moffů zabila. Velení připadlo Daale, flotilu však už vlastnil Darth Caedus, který ji hodlal použít k útoku na Republiku. Daala použila vlastní flotilu starých lodí, některých až z Klonových válek a nečekaně přepadla Caeduse u planety Fondor. Porazila jeho síly a Mandaloriani, kteří jí pomáhali, popravili zrádné imperiální moffy. Poté se Daala zapojila do války naplno a její flotila sehrála významnou roli téměř v každé bitvě. Po konci války a smrti Darth Caeduse, kdy se Imperiální zůstatek, Jediové a Nová republika spojili do státního útvaru Galaktická aliance, byla Daala nominována na prezidentku nově vzniklé státní struktury. Díky podpoře Imperiálního zůstatku i admirálů Nové Republiky, se skutečně roku 41 ABY stala prezidentkou Galaktické aliance.
Admirálka na vrcholu moci překvapivě prvních několik měsíců své vlády stabilizovala Alianci a začalo období míru – Daala jako zkušená velitelka dokázala uspořádat armádu a díky svým nedobrovolným zkušenostem zvládala i politiku. Brzy byla však obviněna mon-calamarijskými obyvateli z válečných zločinů – Calamariané nemohli Daale odpustit její zdevastovaní dvou nadmořských měst po jejím příletu ze Chřtánu. Brzy nastal taky rozkol s řádem Jediů – admirálka žila v přesvědčení, že silný státní útvar nepotřebuje mírotvůrce typu Jediů a že si vystačí sám, což vedlo k velké neshodě s velmistrem řádu Lukem Skywalkerem. Daala přitlačila "na pilu" a začala pronásledovat veškeré kriminálníky a pašeráky v galaxii, povolala do vrcholných státních míst Mandaloriany, kteří si začali dovolovat i na Jedie. Luke svolal všechny Jedie do chrámu, což Daala odsoudila jako pokus o puč a Luke byl donucen odejít do exilu. 

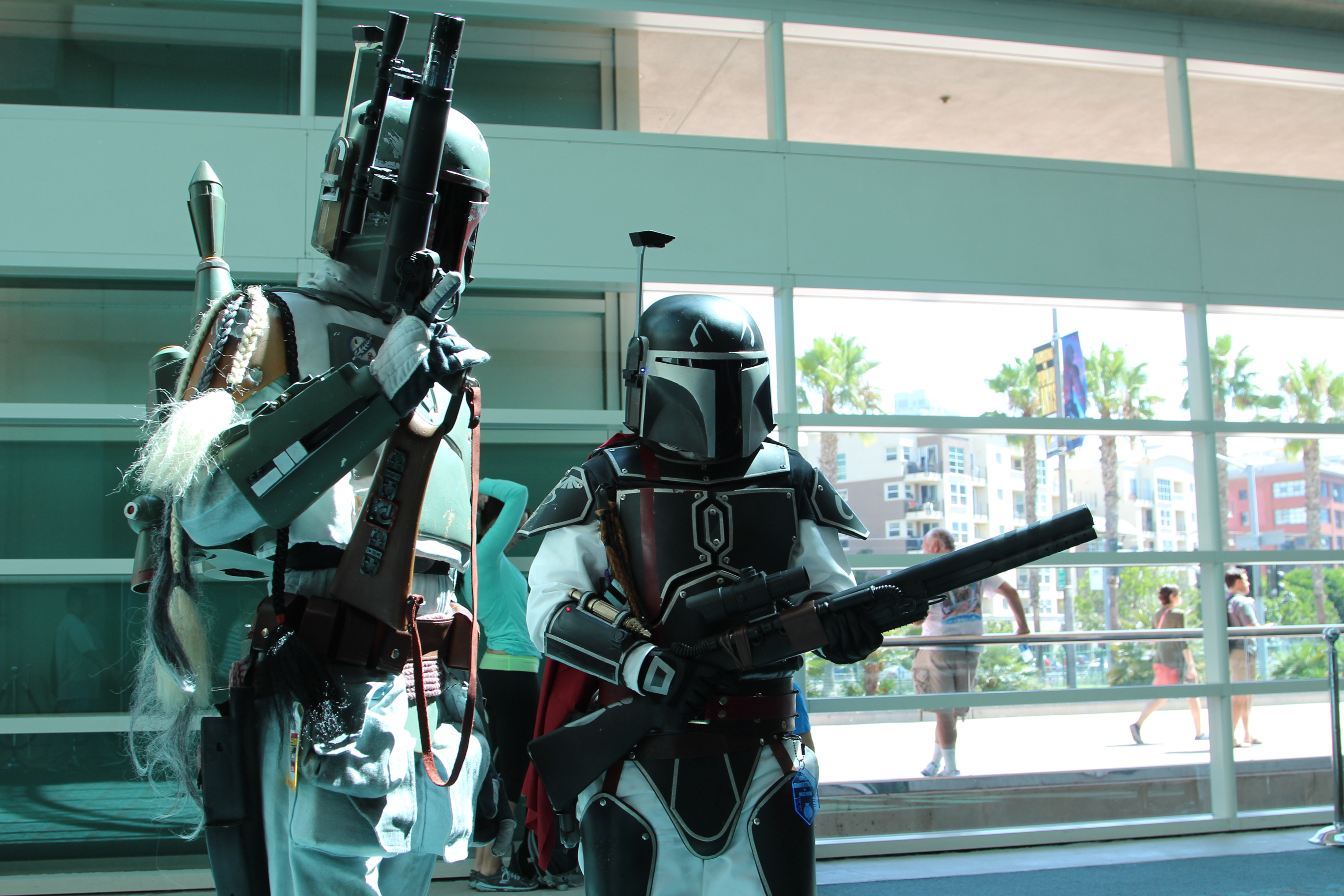
Při vládě Daaly jako prezidentky se Mandaloriani stali důležitou součásti struktur Galaktické aliance

Po Lukově odsouzení a odchodu začala velká vlna zatýkání Jediů – většinou způsobem, že se u Jediů vyskytl jakýsi druh "šílenství", načež byli zatčeni a posláni do vazby. Jediové se snažili očistit svoje jméno v médiích, ale Daala vše schopně zmanipulovala. Finální vyvrcholení se odehrálo, když Mandaloriani na příkaz Daaly napadli Chrám Jediů. Na veřejnosti Daala prohlašovala, že chce smír a dokonce povolila vyjednávání s prostředníky – Hanem Solem a Leiou Organou. Místo toho však nařídila Mandalorianům chrám oblehnout. Luke Skywalker však prolomil "šílenství", které sužovalo mnoho Jediů a ti se jako zázrakem vyléčili – Daalin obraz na veřejnosti se tím prudce zhoršil, začaly se šířit zvěsti že je "druhým Palpatinem". Zoufalá Daala se dostala do sporu s novou velmistryní řádu, Sebou Sebatyne a řekla jí, že nemá jinou možnost, než Jedie vyhladit. Seba a ostatní však vymysleli plán na puč. Zároveň s očerněním Daaly v Senátu se Jediové vydali zatknout zrádnou prezidentku – Daala byla zatčena a dostala se do stejné cely s Tahiri Veilou, která v předchozí válce zabila Pellaeona. Jediové převzali vládu až do termínu nových voleb, přičemž utvořili triumvirát – velmistyně řádu Seba, senátor Treen a generál Jaxton se chopili moci a bylo jim Senátem uděleno povolení na to, aby vydávali zákony a nařízení. Daalu samotnou osvobodil vůdce Mandaloriánu, známý Boba Fett. Poté se ještě krátce pokusila převzít moc nad tím, co bylo nazýváno "Felovo impérium", ale i tam selhala. Nakonec se po ní kolem roku 45 ABY slehla zem.